# Antigua Guatemala
Antigua Guatemala, frequentemente chamada Antigua e também conhecida como La Antigua, é uma cidade localizada no departamento de Sacatepéquez, na Guatemala.
Fundada em 1543, conservam-se quase 500 anos de história nesta cidade. Os seus edifícios tem grande valor histórico e, em 1979, Antigua foi declarada Patrimônio Mundial da Unesco.

## Sobre a cidade

### Pontos turísticos
Os seus principais pontos turísticos são:
- A Ermida de Santa Cruz;
- A igreja de São Francisco o Grande;
- A igreja de  Nossa Senhora da Concepção;
- A igreja das Capuchinas;
- A igreja da Graça;
- As ruínas de San Jerónimo;
- O Convento de Santa Clara;
- A Audiência;
- O Palácio dos Capitães;
- A Vaga Maior com a Catedral de San José e a sua bela fachada.

A Antigua Guatemala possui muitos museus conhecidos pela sua importância. Entre eles estão:
- Museu Municipal;
- Museu de Arte Colonial, na Universidade de San Carlos Borromeo;
- Museu Nacional de Artes Populares e Industriais;
- Museu de Costumes Índias de Ixchel;
- Casa K'ojom, dedicada à música tradicional.

### Esportes
A cidade possui um clube no Campeonato Guatemalteco de Futebol, sendo este o Antigua Guatemala Fútbol Club.

### Galeria

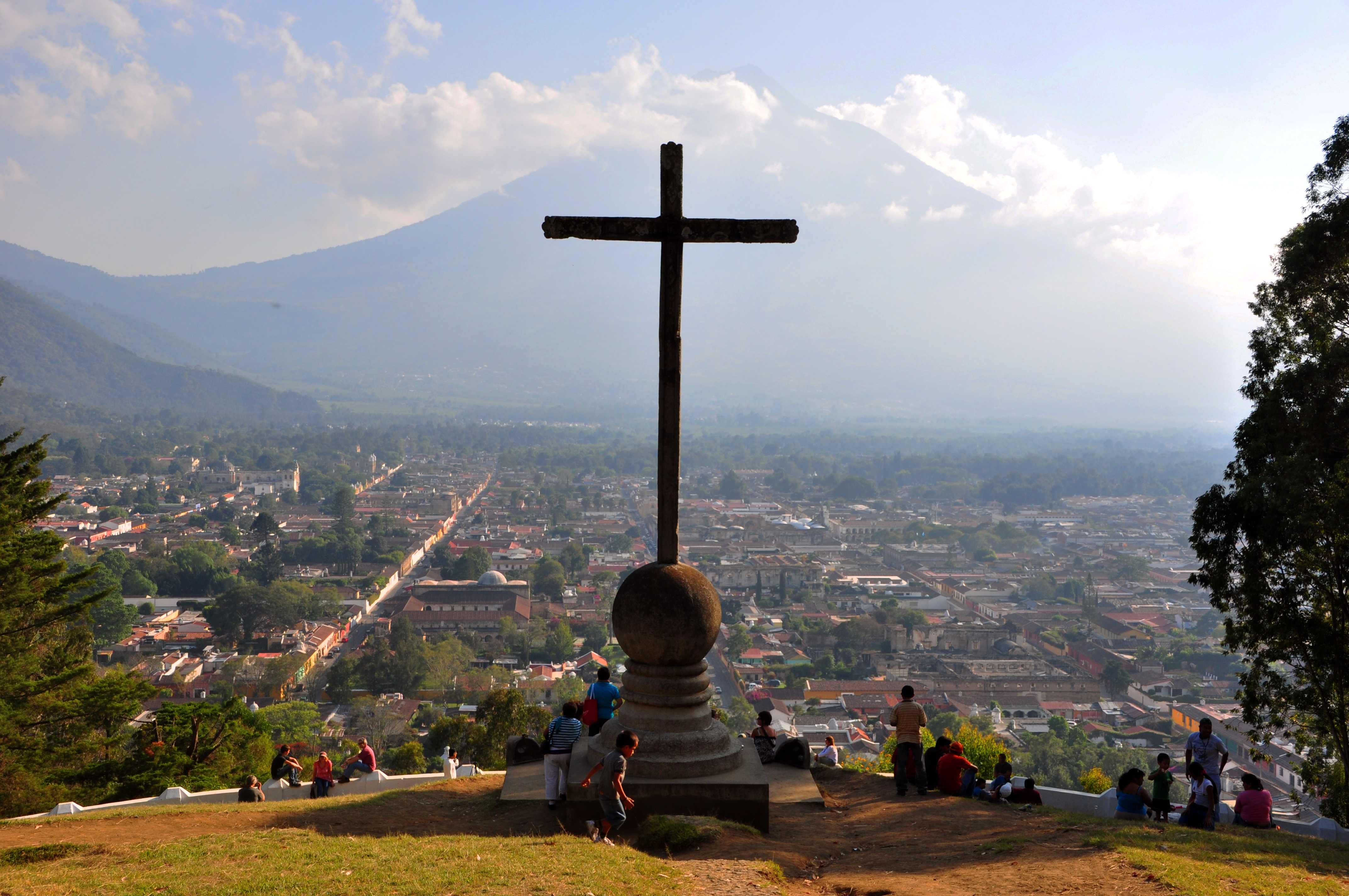
Antigua Guatemala.
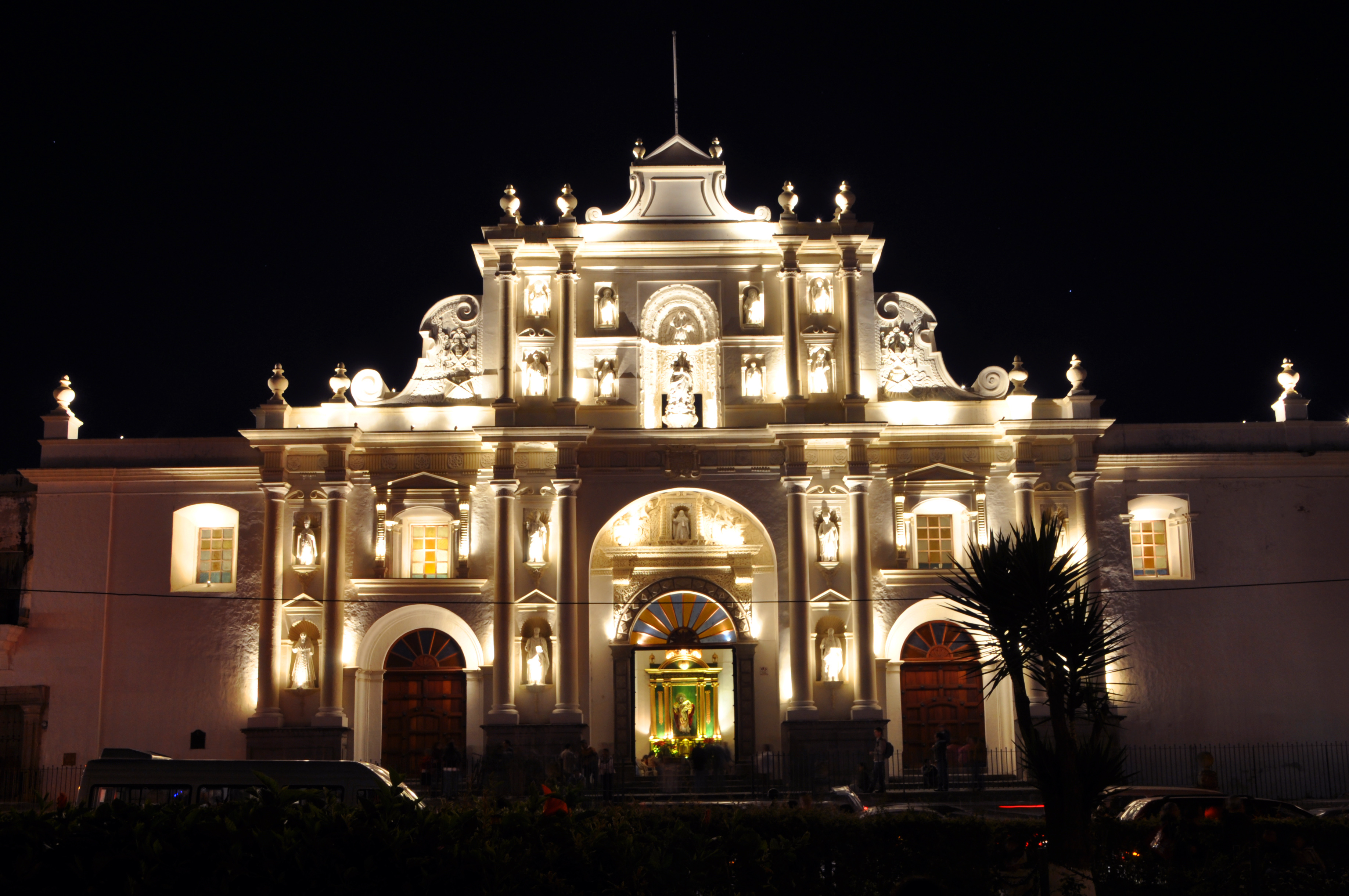
Catedral de San José, localizada na praça principal da cidade.
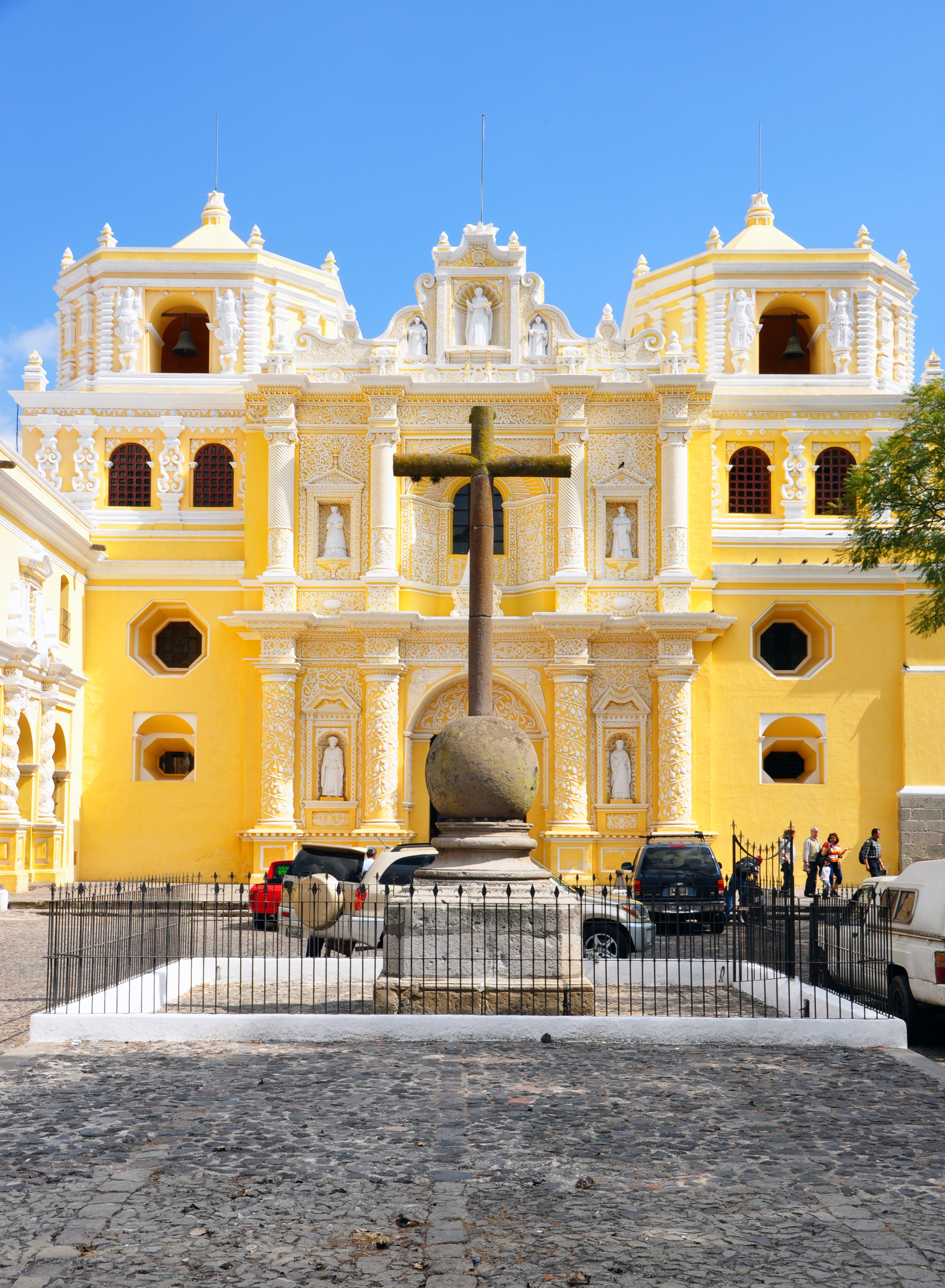
Igreja de La Merced.

## Cidades irmãs
A cidade de Antigua Guatemala é geminada com as seguintes municipalidades:
- Coral Gables, Flórida
- Quetzaltenango, Guatemala
- Cidade da Guatemala, Guatemala
- Metepec, México
- Tlaquepaque, Jalisco
- Uruapan, Michoacán
- San Luis Potosí, San Luis Potosí
- Guadalupe, Zacatecas
- Zacatecas, Zacatecas
- Azusa (Califórnia), Califórnia
- Zapopan, Jalisco
- Tuxtla Gutiérrez, Chiapas
- Valparaíso, Região de Valparaíso
- Sevilla, Espanha
- Montoro, Espanha
- Galdar, Espanha
- Cancun, México
- Granada, Nicarágua
- Modi'ín, Israel
- Estelí, Nicarágua